# Divlje Jagode
Divlje Jagode (övers. "vilda jordgubbar") är ett bosniskt och före detta jugoslaviskt hårdrocks- och heavy metal-band, bestående av Pero Galić, Sead Lipovača, Marko Osmanović, Thomas Balaž och Zlatan Čehić.
Divlje Jagode bildades 1977 i Bihać avgitarristen Sead "Zele" Lipovača. Bandet fick stor popularitet med deras första singlar, hårdrocksballaderna "Jedina moja" och "Patkica" och en cover på den bosniska folksången "Moj dilbere". 1978 släpptes deras första, självbetitlade album Divlje Jagode. Albumet innehöll flera spår inspirerade av bland annat Deep Purple och Black Sabbath. 
På 1980-talet spelade gruppen in ett nytt album, Stakleni Hotel. På turnén som följde då albumet släpptes spelade Divlje Jagode på omkring hundra konserter. Efterkommande album, Čarobnjaci, ledde till att bandet skrev kontrakt med det brittiska skivbolaget Logo Records under namnet Wild Strawberries. 1986 började de spela in ett album helt på engelska. Åtta av deras gamla sånger spelades in på nytt på engelska och albumet innehöll två nya sånger, "Fire on the Water" och "Wild Boys". Vid denna tid ville Whitesnake att Lipovača skulle bli deras nya huvudgitarrist, men Lipovača tackade nej och fokuserade istället på karriären med Wild Strawberries. Albumet Wild Strawberries släpptes 1987 i bland annat Sverige, Tyskland, Italien och Nederländerna.
Under kriget i Bosnien bodde Lipovača tillfälligt i London och Zagreb. Efter att ha släppt ett soloalbum, Magic Love, återförenades Divlje Jagode och släppte 1995 albumet Labude, kad rata ne bude ("När det inte finns mer krig"). I slutet på 1990-talet spelade Divlje Jagode in sitt senaste album, Od neba do neba, som släpptes 2003.

## Diskografi

### Studioalbum
- Divlje Jagode (1978)
- Stakleni hotel (1981)
- Motori (1982)
- Čarobnjaci (1983)
- Vatra (1985)
- Wild Strawberries (1987) - as Wild Strawberries
- Konji (1988)
- Labude, kad rata ne bude (1995)
- Sto vjekova (1996)
- Od neba do neba (2003)
- Biodinamička ljubav (2013)

### Samlingsalbum
- Najbolje (1986)
- The Very Best Of (2004)
- Najlepse balade: Krivo je more (2004)

### Singlar
- "Jedina moja" / "Rock 'n' Roll" (1977)
- "Moj dilbere" / "Prijatelj" (1978)
- "Patkica" / "Kad bi vi, gospođo" (1978)
- "Nemam ništa protiv" / "Bit će bolje" (1996)

## Före detta bandmedlemmar
- Anto Janković
- Nihad Jusufhodžić
- Mustafa Ismailovski
- Adonis Dozulović
- Alen Islamović
- Nasko Budimlić
- Mladen Vojičić
- Vladimir Podany
- Edin Šehović
- Zlatan Stipišić
- Žanil Tataj
- Sanin Karić
- Dejan Orešković